# Zodiaco (Marvel Comics)
Zodiaco (Zodiac) è un'organizzazione dei personaggi criminali che compare nei fumetti pubblicati dalla Marvel Comics. Creato da Roy Thomas (testi), Sal Buscema (disegni) e Sam Grainger (chine), è apparso la prima volta in The Avengers (Vol. 1) n. 72.
Fa il suo debutto per la prima volta nella miniserie fumettistica Dark Reign, nel 2009. In seguito ha fatto la sua apparizione come nemico giurato di Moon night. 

## Storia editoriale
La prima versione dello Zodiaco composta da umani appare in The Avengers n. 72 (gennaio 1970) ed è stata creata da Roy Thomas e Sal Buscema.
La seconda versione dello Zodiaco composta da android appare per la prima volta in The Defenders n. 49 (luglio 1977) ed è stata creata da David Anthony Kraft e Keith Giffen.
La terza versione dello Zodiaco composta da umani appare per la prima volta nel secondo volume di Alpha Flight ed è stata creata da Steven T. Seagle (scrittore), Scott Clark (disegnatore) e Chris Carlson (inchiostratore).
La quarta versione dello Zodiaco appare per la prima volta in New Warriors (Vol. 4) nn. 4-5 (novembre-dicembre 2007) ed è stato creato da Kevin Grevioux e Joe Caramagna.
La quinta versione dello Zodiaco appare per la prima volta in Avengers Assemble (Vol. 2) n. 1 ed è stato creato da Brian Michael Bendis e Mark Bagley.

## Storia della squadra

### Primo Zodiaco (umani)
Il gruppo originale Zodiaco debutta nella serie The Avengers e si afferma come un'organizzazione criminale fondata e finanziata dal membro Cornelius van Lunt (che adotta l'identità del Toro). L'identità del gruppo si basa sullo zodiaco occidentale dell'astrologia, con ogni membro che adotta la persona di un segno zodiacale, dodici in tutto. I membri del gruppo condividono la leadership dell'organizzazione, con la posizione che ruota proprio come cambia lo zodiaco astrologico. Quando non sono uniti come gruppo, i membri di Zodiac hanno come base diverse città degli Stati Uniti. Dedicato al dominio economico e politico del mondo, il gruppo usa qualsiasi mezzo per raggiungere questo obiettivo, inclusa la sovversione, l'estorsione e l'omicidio di massa.
Il membro solitario Scorpio è il primo membro a debuttare nell'Universo Marvel, apparendo per la prima volta nella serie Nick Fury, Agent of S.H.I.E.L.D. Il personaggio acquisisce un artefatto extradimensionale senziente (dalla dimensione Ankh) chiamato Chiave dello Zodiaco, e tenta di assassinare il direttore dello S.H.I.E.L.D. Nick Fury. L'incontro finisce con Scorpio apparentemente morente per una ferita da arma da fuoco. Il personaggio riappare nella stessa testata, e tenta di uccidere Fury ancora una volta, prima di essere scacciato dagli agenti dello S.H.I.E.L.D. Alla fine viene rivelato che questo era ancora il cattivo originale, ma resuscitato in un corpo Life Model Decoy dalla Chiave dello Zodiaco.
Lo Scorpione appare in Avengers e, dopo aver catturato i Vendicatori, rivela agli eroi l'esistenza dell'intero Zodiaco. In questo frangente Ariete è il leader della squadra, che prende il controllo della Chiave dello Zodiaco e riconosce che lo Scorpione si è riscattato dal non aver ucciso Nick Fury. I Vendicatori vengono liberati dagli altri membri Calabrone e Wasp, e si scopre che Scorpio è Nick Fury sotto mentite spoglie. I cattivi fuggono, e Fury rivela che dopo aver appreso che lo Scorpio originale era suo fratello, Jake Fury, ne ha adottato l'identità per attirare gli altri membri dello Zodiaco.
Lo Zodiaco riappare in Avengers, con il membro Toro che tenta di estorcere la terra ai contadini locali. Diversi Vendicatori, aiutati dall'eroe Red Wolf, impediscono ciò e sconfiggono Toro. La serie Daredevil presenta un piano dello Zodiaco (che non viene rivelato come l'istigatore fino alla ricomparsa in Vendicatori) per causare disordini civili incitando una gang di strada alla violenza nel quartiere di Manhattan a New York City. Il piano viene fermato da Devil e Pantera Nera dei Vendicatori, con i due personaggi che compaiono poi in Avengers con il resto della squadra per impedire un attacco su vasta scala da parte dello Zodiaco a Manhattan. Ariete viene ucciso quando il dio del Tuono Thor distrugge il velivolo di fuga del personaggio.
Lo Zodiaco, ora frammentato, opera in modo indipendente. Acquario, Capricorno e Sagittario tentano di distruggere le Stark Industries incaricando l'assassino Spymaster di uccidere Tony Stark, l'alter ego di Iron Man. Il tentativo fallisce e Spymaster viene incaricato di catturare Devil per vendicarsi della sua passata interferenza. Spymaster riesce nell'impresa e cattura anche la mercenaria Madame Masque. I membri dello Zodiaco usano quindi la Chiave dello Zodiaco per catturare Nick Fury e Iron Man, e portano tutti e quattro i prigionieri nella dimensione Ankh, dove sperano di ricaricare l'artefatto. Questo piano fallisce e gli eroi sconfiggono e catturano i membri dello Zodiaco, sebbene Spymaster riesca a scappare. Il membro Gemelli compare nella trama di Savage in the City nella serie antologica Astonishing Tales e si allea con il cattivo Saccheggiatore nel tentativo di rubare la formula del Super Soldato (lo stesso siero che potenzia il personaggio Capitan America), ma viene sconfitto dall'eroe della giungla Ka-Zar.
In Avengers, Cornelius Van Lunt riunisce lo Zodiaco (incluso il reclutamento di un nuovo Ariete), e insieme pianificano di attaccare New York City con un'arma chiamata Cannone stellare. Il gruppo incontra di nuovo i Vendicatori e dopo una quasi sconfitta, Ariete tenta di organizzare un scalata al potere ai danni di Toro. Aiutati dal membro dello Zodiaco Bilancia, i Vendicatori catturano con successo gli altri 11 membri dello Zodiaco. Il personaggio Bilancia rivela di aver aiutato gli eroi solo perché la vendicatrice Mantis è sua figlia. I Vendicatori utilizzano, con la collaborazione di Cornelius Van Lunt, il Cannone stellare contro una minaccia aliena.
Il membro dello Zodiaco Acquario appare nella terza serie di Ghost Rider, e dopo aver scoperto di avere il cancro tenta di fare un patto con un demone per salvarsi. L'Acquario tenta quindi di vendicarsi di Cornelius van Lunt, ma l'anima del personaggio viene reclamata prima che possa farlo. Il secondo Ariete fa una breve apparizione in Captain America, e viene usato e ucciso dall'invasore alieno Lucifero. Scorpio riappare in Defenders, e recupera la Chiave dello Zodiaco. Dopo aver creato una versione androide dello Zodiaco, Scorpio rapisce l'eroe Nottolone, sperando di ricattare il personaggio poiché il suo alter ego è Kyle Richmond, un ricco imprenditore. I compagni di squadra di Nottolone, i Difensori, seguono lo Scorpione e incontrano lo Zodiaco androide. Scoprendo che tre dei suoi Zodiaco creati non sono sopravvissuti al processo, uno Scorpio sconvolto si suicida. Il Toro riappare nella serie Iron Man e ordina al secondo Acquario e al terzo Ariete di uccidere Iron Man (James Rhodes), ma entrambi vengono sconfitti e incarcerati. Lo S.H.I.E.L.D viene avvisato e inizia a seguire Cornelius van Lunt.

### Secondo Zodiaco (androide)
Una versione androide dello Zodiaco apparve per la prima volta in The Defenders n. 49 (luglio 1977). Questo zodiaco androide è presente nel primo The West Coast Avengers Annual e viene impiegato dall'ex Vendicatore Quicksilver (sotto il controllo del cattivo Maximus) per combattere i Vendicatori; quattro di loro combattono i Vendicatori della Costa Est nella loro base, quattro di loro combattono i Vendicatori in un circo dove Quicksilver ha avuto la sua prima missione con la squadra, e quattro di loro combattono una squadra improvvisata di Thor, Vedova Nera, Pantera Nera, Falcon e James Rhodes nella base australiana dove Quicksilver era una volta scomparso e presunto morto. L'origine di questa versione dello Zodiaco viene rivelata nella seconda serie dei West Coast Avengers. Scorpio viene resuscitato in forma androide dalla Chiave Zodiaco ancora una volta e convoca il resto dello Zodiaco umano a un incontro, in cui vengono massacrati da un'altra versione androide dell'intero gruppo. Toro fugge e cerca la protezione dei Vendicatori della Costa Ovest, che hanno una serie di scaramucce con gli androidi finché il falso Zodiaco non viene trasportato nella dimensione Ankh, dove viene disattivato. Toro, che aveva giurato di arrendersi alle autorità una volta che la minaccia fosse finita, tenta di scappare e viene ucciso in un incidente aereo durante una lotta con il Vendicatore Moon Knight. La serie limitata Avengers Forever rivelerà che anche Bilancia è sfuggito al massacro.

### Terzo Zodiaco (umano)
Una terza versione umana dello Zodiaco appare brevemente nella seconda serie di Alpha Flight. Anche il loro leader si fa chiamare Scorpio e brandisce un'arma che ricorda l'originale Chiave dello Zodiaco. Assunto dal Dipartimento H, una divisione dell'esercito canadese, per testare Alpha Flight in battaglia, il gruppo viene assassinato dalla task force mutante Arma X.

### Quarto Zodiaco
Diversi membri di una misteriosa quarta versione dello Zodiaco sono menzionati in Young Avengers e appaiono nella quarta serie dei New Warriors, e si scontrano con gli eroi dell'Iniziativa e dei New Warriors. Il membro dello Zodiaco Cancro uccide il New Warrior Longstrike. Il cattivo Zodiaco afferma di aver assassinato tutti i membri di questo gruppo e di aver trasformato le loro teste in trofei di caccia.

### Zodiaco di Thanos
Thanos ritorna dalla morte e forma la sua incarnazione dello Zodiaco. In un complotto per governare la Terra, fa realizzare delle tute speciali per le persone ambiziose che vogliono governare il mondo, una delle quali è il cugino di Hood, John King, che diventa Cancro. Quando Thanos abbandona il suo Zodiaco sull'Helicarrier in autodistruzione, John King è l'unico a sopravvivere e viene interrogato sul complotto di Thanos. Secondo Capitan America uno dei membri dello Zodiaco era un'ex guardia del corpo di Kingpin, un altro membro dello Zodiaco lavorava in precedenza per il Mandarino e un altro era un agente dell'Hydra, senza specificare a quali membri dello Zodiaco fossero associate queste identità segrete.

### Sette dello Zodiaco
Come parte della All New All Different Marvel, appare una nuova incarnazione dello Zodiaco. Questa versione ha le sue Sette chiamate come il loro simbolo zodiacale. La loro Setta del Leone è stata mostrata sfrecciare sulle autostrade di Shanghai, in Cina, mentre vengono inseguiti dall'Uomo Ragno e Mimo nella sua nuova Spider-Mobile. Mimo dice a Nick Fury Jr. che lo Zodiaco ha fatto irruzione nella filiale di Shanghai della Parker Industries e ha rubato alcuni server che avrebbero permesso loro di hackerare i dispositivi Webware. Mentre sterzano per evitare i fulmini energetici, l'Uomo Ragno si vanta delle sue superiori capacità di guida. Al posto di guida dell'auto di fuga degli Zodiaci, Leone ordina ai suoi soldati della Setta del Leone di mettere fuori uso la strada. I teppisti dello Zodiaco fanno esplodere un'auto, distruggendo la strada, ma mentre gongolano la Spider-Mobile li insegue, guidando lungo la parte inferiore del cavalcavia. Acclamato dai cittadini di Shanghai, l'Uomo Ragno passa il volante a Mimo e apre il tetto, rivolgendosi ai suoi fan in mandarino, che ha imparato durante le sue lezioni di guida. Le ruote della Spider-Mobile si aprono in zampe insettoidi e si ribalta, tagliando fuori le vie di fuga per gli Zodiaci. L'Uomo Ragno salta sul cofano della loro auto, mostrando un paio dei nuovi tipi di ragnatele che ha sviluppato: "Bug Zappers" in metallo Z micro-spiralato in grado di essere elettrificati e una schiuma di ragnatela espandibile che assorbe gli urti. L'auto degli Zodiaci si schianta e Uomo Ragno controlla i cittadini per vedere se qualcuno è rimasto ferito. Quando uno di loro lo rimprovera per aver lasciato scappare la Setta Leone di Zodiac, Uomo Ragno afferma di delegare la loro cattura a Mimo, che mette fuori combattimento i soldati e interroga Leone sul perché Zodiaco abbia cercato di rubare i server Webware. Leone morde una pillola suicida, ma Uomo Ragno gli spara con un antidoto che ha sviluppato lamentandosi di essere stanco di vederli suicidarsi. Più tardi, al matrimonio di Max Modell e Hector Baez, la Setta dei Pesci di Zodiaco emerge dal fiume. Mentre Peter si offre come diversivo, Hobie Brown si cambia con il suo costume dell'Uomo Ragno. Il leader della Setta dei Pesci rivela che stanno cercando specificatamente il Webware di Peter, perché ha accesso a cache di dati riservate. Travestito da Uomo Ragno, Hobie interviene e Peter dice a Sajani di aiutare gli invitati al matrimonio (che sono ex dipendenti di Horizon Labs) a trovare riparo. La mancanza di un Senso di Ragno da parte di Hobie lo fa mettere fuori combattimento e Peter si rende conto che potrebbe essere ucciso. Criptando il suo Webware, lo consegna alla Setta dei Pesci, che se ne va mentre arriva la polizia.
Uomo Ragno e il Prowler si infiltrano nella base sottomarina della Setta dell'Acquario mentre Pesci, Acquario e Cancro lavorano per decifrare il Webware. Quando Uomo Ragno e il Prowler affrontano i tre membri dello Zodiaco, Pesci usa i suoi poteri acquatici su di loro mentre Pesci, Acquario e Cancro scappano dopo aver impostato la loro base sottomarina per l'autodistruzione. Uomo Ragno e il Prowler recuperano il Webware ed escono dalla base sottomarina mentre Pesci, Acquario e Cancro escono nelle capsule di salvataggio. Mentre contatta Mimo e Nick Fury Jr. del loro stato, Uomo Ragno scopre che Leone è ancora sotto interrogatorio e non ha ancora fatto la spia. Uomo Ragno dice che hanno costretto lo Zodiaco a inviare i dati crittografati a tutte le basi dello Zodiaco e invia a Fury la posizione di tutte le basi dello Zodiaco. Nick Fury Jr. afferma che ora possono combattere lo Zodiaco prima che possano iniziare il loro prossimo piano.
Al quartier generale dello Zodiaco, Scorpio apprende da Gemelli che se lo Zodiaco continua a correre rischi, allora lo S.H.I.E.L.D. vincerà. Scorpio dice ad Ariete e Toro che si stanno trasferendo e radunare le loro truppe. Quando Ariete chiede se vuole i migliori e più brillanti o le camicie rosse, Scorpio afferma che la carne da macello sarà sufficiente e che se vogliono risultati, non possono preoccuparsi dei rischi. In seguito, lo Zodiaco attacca un eliporto dello S.H.I.E.L.D. nel Mar Cinese Orientale dove Mimo afferma a Nick Fury Jr. che Scorpio potrebbe essere suo zio. Scorpio irrompe nell'area di detenzione in cui è tenuto Leone. Leone lo informa che non ha detto nulla allo S.H.I.E.L.D. Scorpio applaude la lealtà di Leone alla causa, ma afferma che l'attacco non era una missione di salvataggio. Mentre Leone esprime confusione, Scorpio lo colpisce con la Chiave dello Zodiaco, riducendo il suo corpo a un mucchio di cenere mentre afferma freddamente che Leone ha fallito la sua missione e non è riuscito a uccidersi. Scorpio ordina quindi alle truppe dello Zodiaco di ritirarsi nell'oceano dove le navi della Setta dei Pesci stanno aspettando.
In un luogo sconosciuto, Scorpio e i Gemelli stanno guardando le stelle. I Gemelli dicono a Scorpio che se andrà avanti con i suoi piani, avrà successo. Se forza la mano dello S.H.I.E.L.D. stasera, il loro alleato Uomo Ragno li abbandonerà. Scorpio decide di colpire ora e dice loro di informare tutte le loro case che è il momento. Durante questo periodo, lo S.H.I.E.L.D., la Torcia Umana e il Prowler si stanno preparando ad attaccare le basi dello Zodiaco. Mentre Nick Fury Jr. è infastidito dal fatto che Uomo Ragno sia stato distratto dall'attacco dei War Goblin della Goblin Nation a Nadua, lo S.H.I.E.L.D. inizia ad attaccare le basi dello Zodiaco dove nessuno ha ancora trovato Scorpio.
In seguito è stato rivelato che le basi dello Zodiaco attaccate erano tutte false. C'era persino un accenno al fatto che lo S.H.I.E.L.D. non era riuscito a rimuovere la maschera di Leone. Al British Museum, Scorpio e lo Zodiaco irrompono nel posto, venendo individuati da una telecamera. Scorpio sta usando la Chiave dello Zodiaco per cercare il suo prezzo quando Uomo Ragno, la Torcia Umana, Mimo e il Prowler sfondano una finestra e gli eroi e vari agenti dello S.H.I.E.L.D. combattono lo Zodiaco. Uomo Ragno e Mimo inseguono Scorpio, ma vengono fermati da Sagittario che afferma di essere il più grande arciere del mondo. Mentre Mimo si prende cura di lui, Uomo Ragno affronta Scorpio, che distrugge la "Stele di Rosetta" e prende ciò che contiene: uno strano manufatto con il simbolo della Chiave dello Zodiaco. Scorpio gli dice che il gioco è finito, il che significa che non ha più bisogno delle sue pedine e usa un Webware per attivare i campioni di veleno in tutti i membri dello Zodiaco. Spider-Man entra in azione e riesce a colpire tutti gli Zodiac con l'antidoto prima che muoiano mentre Scorpio usa questo momento per scappare. La Chiave dello Zodiaco è tenuta nell'appartamento di un uomo di nome Mr.Jacobs insieme al suo equipaggiamento Scorpio.
Quando i pianeti mostrati nel Grande Orrerio dello Zodiaco si allineano, lo Scorpio torna alla sua base in Francia. Uomo Ragno rintraccia il segnale satellitare hackerato fino all'edificio di Vernon Jacobs. Mentre si trova nel tunnel della Manica, trasforma due dei suoi membri dello staff nei suoi prossimi Cancro e Leone. Mentre Uomo Ragno chiama i suoi alleati, Scorpio interrompe la trasmissione affermando che userà la sua influenza sulla Parker Industries abbastanza da farla sprofondare nel terreno.
Sulla strada per l'Osservatorio Reale di Greenwich, Scorpio trasforma altre due persone in Pesci e Toro. All'Osservatorio Reale, lo Scorpione posiziona il Grande Orrerio dello Zodiaco nel primo meridiano e esegue un rituale che apre un passaggio segreto sotterraneo Uomo Ragno e i suoi alleati arrivano per fermare Scorpio. Quando Scorpio varca la porta, vede un anno pieno di eventi come Skyspear, l'ultima attività di Norman Osborn, il complotto di Regent, il dispositivo "New U", il ritorno del Dottor Octopus e un'altra guerra civile sovrumana e l'ascesa dei mostri. Cogliendo Scorpio di sorpresa, Spider-Man lo colpisce a pugni contro la porta e la chiude a chiave. Poiché Uomo Ragno sospetta che Scorpio sarà stato teletrasportato un anno nel futuro, questo darebbe allo S.H.I.E.L.D. il tempo di prepararsi al ritorno di Scorpio.

### Zodiaco solitario
Un personaggio solista chiamato Zodiaco è protagonista di una serie limitata omonima come parte della trama di Dark Reign. Il personaggio è ossessionato dal dominio del mondo criminale. Finisce per guadagnare alleati nel secondo Clown, nel Mietitore della morte, nel Manslaughter Marsdale e in Trapster. Dopo aver commesso un omicidio di massa su 100 agenti H.A.M.M.E.R., Zodiaco alla fine recupera la chiave dello Zodiaco dallo S.H.I.E.L.D.
Successivamente Zodiaco progetta una serie di progetti impressionanti da mettere in atto nel prossimo futuro.
In seguito viene rivelato che Zodiaco era il misterioso benefattore dei Giovani Maestri. Quando Testa d'Uovo II è l'unico che non ha lasciato il gruppo, Zodiaco lo recluta nel suo esercito degli avversari.

### Grande Ruota dello Zodiaco
Viene rivelato che una squadra dello Zodiaco di breve durata conosciuta come La Grande Ruota esisteva nel 1961. La squadra era formata da un Leonardo da Vinci che viaggiava nel tempo e assume il mantello dell'Ariete. Recluta membri che riempiono diverse nazioni e organizzazioni con l'intento di svolgere determinate missioni in cambio di acquisizioni speciali che potrebbero essere utilizzate per le loro battaglie personali. Il resto dei membri dello Zodiaco era composto da Cornelius Van Lunt (Toro), Nick Fury (Gemelli), Jake Fury (Scorpio), Dum Dum Dugan (Bilancia), John Garrett (Acquario), Daniel Whitehall (Leone), Wolfgang von Strucker (Sagittario), Thomas Davidson (Vergine), Shoji Soma (Pesci), Vasili Dassaiev (Capricorno) e Viktor Uvarov (Cancro). Dopo aver completato le loro missioni e raccolto gli oggetti necessari, Dassaiev e Uvarov tradirono i membri e li derubarono per potenziarsi. Questi eventi avrebbero portato alla creazione sia dell'HYDRA che del Leviatano e alla creazione da parte dello S.H.I.E.L.D. dei Life Model Decoys.

## Appartenenza

### Primo membri dello Zodiaco
- Toro (Taurus, fondatore e capo) - Cornelius Van Lunt è un uomo d'affari e signore del crimine che è il fondatore di Zodiaco e indossa un costume da toro.
- Acquario (Aquarius) - Darren Bentley è un signore del crimine e membro dello Zodiaco che aveva abilità di combattimento esperto.
- Ariete (Aries, capo) - Marcus Lassiter è una mente criminale che indossa le corna di ariete sopra l'elmo.
- Cancro (Cancer) - Jack Klevano è una mente criminale che indossa un costume da granchio dotato di tenaglie in grado di afferrare chiunque.
- Capricorno (Capricorn) - Willard Weer è un signore del crimine esperto di arti marziali e le corna sulla sua testa possono allungarsi per afferrare i suoi avversari.
- Gemelli (Gemini) - Joshua Link è un signore del crimine che può collegare la sua mente con il fratello gemello, il sergente Damian Link.
- Leone (Leo) - Daniel Radford è una mente criminale che indossa un costume da leone con gli artigli sui guanti.
- Bilancia (Libra) - Gustav Brandt è un signore del crimine cieco, mercenario e padre di Mantis, esperto di arti marziali e dotato di un senso psichico che lo aiuta a vedere.
- Pesci (Pisces) - Noah Perricone è una mente criminale che indossa un abito speciale progettato per il combattimento subacqueo.
- Sagittario (Sagittarius) - Harlan Vargus è un signore del crimine abile nel combattimento corpo a corpo.
- Scorpio (Scorpio) - Jake Fury è il fratello di Nick Fury. Successivamente creò il secondo Zodiaco che massacrò la maggior parte dello Zodiaco originale.
- Scorpio II - Jacques LaPoint è una mente criminale che è stata chiamata a sostituire Jake Fury come Scorpio.
- Vergine (Virgo) - Elaine McLaughlin è una mente criminale abile nel combattimento corpo a corpo.

### Secondo membri dello Zodiaco (androidi)
- Scorpio (capo)
- Acquario - Un androide porta con sé una pistola che spara elettricità e acqua.
- Ariete - Un androide che possiede le corna di ariete sulla testa. La sua seconda forma aveva un'armatura e sparava laser dalle corna.
- Cancro - Un androide che possiede un guscio corazzato. La sua seconda forma può rilasciare potenti getti d'acqua dalle sue mani. La sua terza forma ha delle tenaglie al posto delle mani.
- Capricorno - Un androide con le corna simili a capre. La sua seconda forma è uno scalatore esperto e possiede ali da aliante per il volo. La sua terza forma è più femminile, con la pelliccia sopra e ha zoccoli simili a capre come piedi.
- Gemelli - Un androide che possiede personalità multiple, può rilasciare due duplicati di se stesso dove il bianco spara esplosioni di energia e il nero ha un tocco elettrico, espande la sua forma e possiede una super forza. La sua seconda forma può volare e rilasciare esplosioni di energia.
- Leone - Un androide dotato di artigli e super forza. Il suo secondo corpo è stato progettato per assomigliare a Tigra con le sue abilità.
- Bilancia - Un androide che può volare e diventare immateriale. Nella sua seconda forma può solo volare.
- Pesci - Un androide che può sopravvivere sott'acqua dove possiede pinne, branchie e scaglie. La sua seconda forma possiede maggiore resistenza e durata. La sua terza forma gli consente di produrre una nebbia acquosa dal suo corpo.
- Sagittario - Un androide dotato di balestre montate sul polso che lanciano frecce diverse. La sua seconda forma è stata costruita per assomigliare a Occhio di Falco.
- Toro - Un androide dotato di corna retrattili ai polsi collegati a cavi può sparare contro gli avversari ed è in grado di rilevare calore e sostanze organiche. La sua seconda forma possiede una forza potenziata e un'immunità al calore.
- Vergine - Un androide con capacità di sottrarre energia.

### Terzo membri dello Zodiaco (umani)
- Scorpione (capo) - Aveva una coda appuntita come parte del suo costume.
- Acquario - Può sparare raggi di energia non identificata dalle sue mani.
- Ariete - Possedeva le corna di ariete sul suo elmo, possiede una super forza e brandiva una pistola.
- Cancro - Un membro simile a un granchio possedeva una super forza, indossava un'armatura e attacca con le sue chele.
- Capricorno - Possiede una super forza, attacca con le corna e impugna una pistola.
- Gemelli - Due uomini, uno dei quali erano Madison Jeffries, controllata mentalmente. Non si sa quali poteri avesse il "gemello".
- Leone - Un membro simile a un leone che possiede una super forza, attacca con i suoi artigli e le sue zanne e brandisce una pistola.
- Bilancia - Brandiva un bastone e una spada carica di energia.
- Pesci - Può generare, controllare e trasformarsi in acqua.
- Sagittario - Un centauro armato di arco e amante di Pesci le cui frecce possono perforare gli avversari corazzati e talvolta porta una pistola.
- Toro - Un enorme bestiame umanoide che possedeva una super forza.
- Vergine - La fidanzata dello Scorpione che brandisce pistole e archi.

### Quarto membri dello Zodiaco
- Acquario - Una donna giapponese.
- Ariete - Un uomo tedesco.
- Cancro - Una donna israeliana.
- Leone - Un uomo nigeriano.
- Bilancia - Una donna statunitense.
- Pesci - Un uomo russo.
- Sagittario - Una donna francese.
- Toro - Un uomo messicano.
- Vergine - Una donna statunitense.

### Membri dello Zodiaco di Thanos
- Thanos (capo)
- Acquario - Un uomo che indossa una speciale super-tuta fornita da Thanos che gli consente di assumere una sostanza acquosa di origine sconosciuta in grado di controllare l'acqua.
- Ariete - Un uomo che indossava una speciale super-tuta fornita da Thanos che gli conferiva super forza e gli permetteva di assumere la forma di un ariete umanoide.
- Cancro - L'identità del cugino di Hood, John King, che indossava una speciale super-tuta fornita da Thanos che gli dà l'aspetto di un granchio umanoide.
- Capricorno - Un uomo con il pizzetto.
- Gemelli - Un uomo asiatico.
- Leone - Un uomo barbuto con lunghi capelli biondi che indossa un abito speciale fornito da Thanos che gli permette di assumere la forma di un leone umanoide. Durante lo scontro con Hulk, Leone morì d'infarto.
- Bilancia - Una donna dai capelli rossi.
- Pesci - Un uomo dai capelli biondi che indossa un abito speciale fornito da Thanos che gli consente di assumere un aspetto simile a un pesce.
- Sagittario - Un uomo con i baffi.
- Scorpio - Un uomo con la faccia mezza ustionata.
- Toro - Un uomo afroamericano che indossa una speciale super-tuta fornita da Thanos che gli consente di possedere una super forza e trasformarsi in una forma simile al Minotauro.
- Vergine - Una donna dai capelli castani che indossa un abito speciale fornito da Thanos che la trasforma in una femmina alata con una testa infuocata.

## Altri media

### Televisione
- Lo Zodiaco appare in The Avengers: United They Stand[citazione necessaria], guidato da Toro e composto da alieni basati sui loro omonimi segni astrologici che cercano di ottenere la Chiave dello Zodiaco.
- Zodiaco appare in Marvel Anime: Iron Man[citazione necessaria], composto da Ho Yinsen, che è stato influenzato da Zodiaco dopo aver perso la sua famiglia in guerra e indossa l'armatura di Dio rubata Iron Man; Dr. Chika Tanaka, uno scienziato e stretto collaboratore di Tony Stark che è stato sottoposto al lavaggio del cervello per diventare il loro agente dormiente Gemelli; il misterioso leader dell'organizzazione Kuroda, Ministro della Difesa del Giappone; il Professor Michelini, uno scienziato scontento con cui Tanaka lavorava, la cui ricerca abbandonata sul controllo del tempo fu incorporata nel loro mech Ariete; Kawashima, un pilota automobilistico disabile che controlla un mech Toro; Sho, un ragazzo che ha digitalizzato la sua mente sotto forma del virus informatico Pesci; e Aki, una giovane ragazza telecinetica che Zodiaco ha catturato e trasformato nella fonte di energia per il mech Vergine. Questa versione del gruppo è un'organizzazione terroristica affiliata all'A.I.M. che impiega una tecnologia avanzata basata sui simboli astrologici, come i mech a tema Scorpio, Cancro, Acquario e Sagittario, tra gli altri, così come armi energetiche, tecnologia di controllo mentale e cibernetica. Nel corso della serie, Zodiaco lancia attacchi terroristici in Giappone per tenere Iron Man distratto dai loro sforzi per prendere il controllo della sua nuova Arc Station, che avrebbe dovuto fornire energia gratuita al mondo, e usare il suo potere per alimentare un colpo di stato all'interno del governo giapponese in modo che Kuroda possa prendere il controllo del Giappone e ricostruirlo come una nazione militarizzata per dominare il mondo. Alla fine, Kuroda rivela il suo coinvolgimento e quello di Tanaka con Zodiaco, attiva la sua armatura Gemini e la costringe ad attaccare Iron Man mentre Kuroda aspira energia dalla Arc Station per alimentare la sua armatura Rasetsu. Tuttavia, si libera dalla sua programmazione e si sacrifica per recidere la connessione, consentendo a Iron Man di sconfiggere Kuroda.
- Lo Zodiaco appare in Ultimate Spider-Man,[41], guidato da Max Fury/Scorpio e composto da soldati ispirati al Toro, all'Ariete e al Leone che indossano maschere basate sul rispettivo simbolo astrologico.